# Paz de Basileia

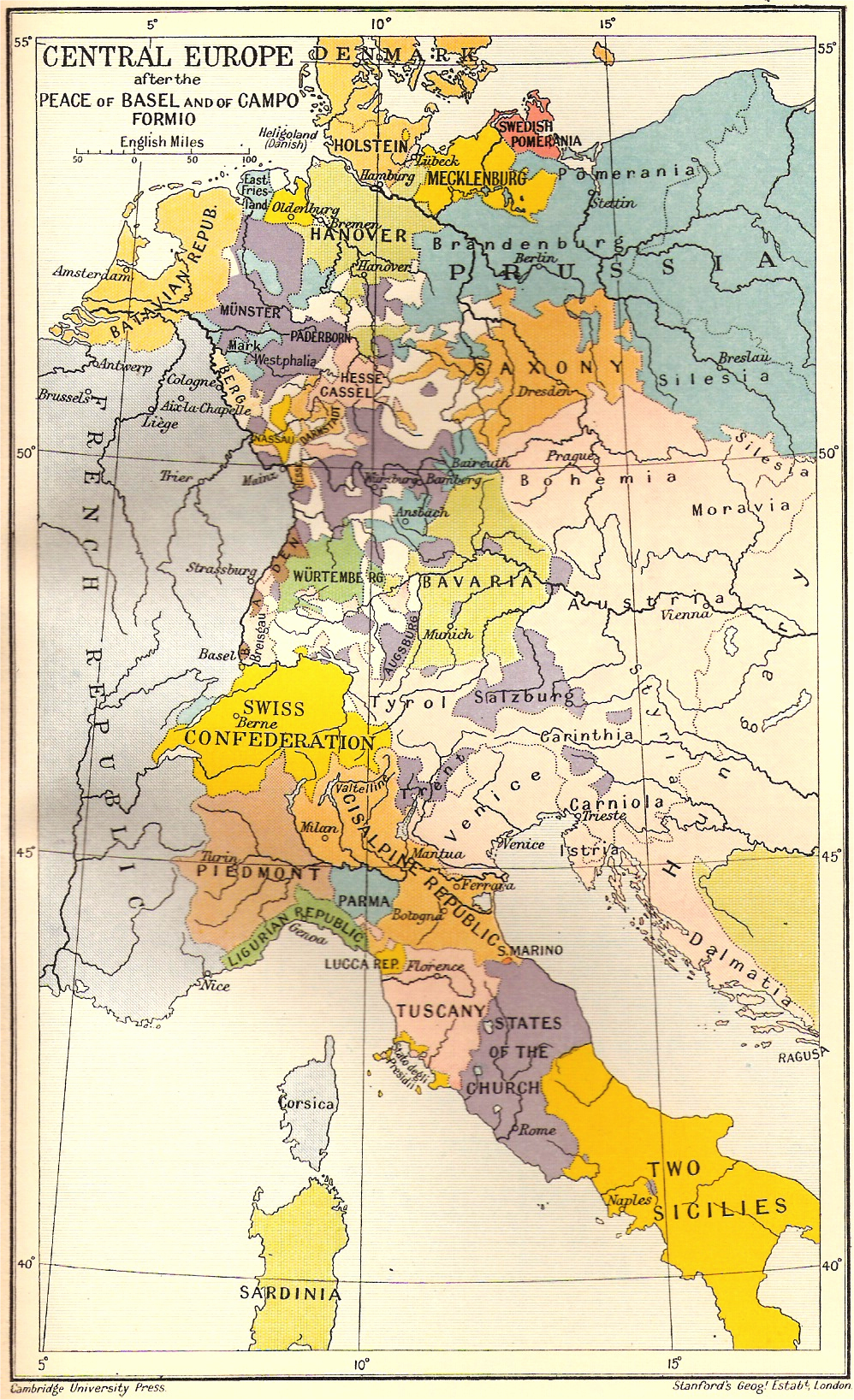
Mapa mostrando a Europa Central depois da Paz de Basiléia.

A Paz de Basileia de 1795 consiste em três tratados de paz envolvendo a França durante a Revolução Francesa (representada por François de Barthélemy).
- A primeira foi com a Prússia (representada por Karl August von Hardenberg) em 5 de abril;
- A segunda foi com a Espanha (representada por Domingo d'Yriarte) em 22 de julho, encerrando a Guerra dos Pirenéus; e
- O terceiro foi com o Landgraviato de Hesse-Kassel (representado por Friedrich Sigismund Waitz von Eschen) em 28 de agosto, concluindo a etapa das Guerras Revolucionárias Francesas contra a Primeira Coligação.

Com grande astúcia diplomática, os tratados permitiram à França aplacar e dividir seus inimigos da Primeira Coalizão, um a um. A partir daí, a França revolucionária emergiu como uma grande potência europeia.
O primeiro tratado, em 5 de abril de 1795 entre a França e a Prússia, estava em discussão desde 1794. A Prússia retirou-se da coalizão que vinha trabalhando na iminente partição da Polônia e, quando era apropriado, retirou suas tropas alinhadas contra a Áustria e a Rússia. (Ver também as Guerras Revolucionárias Francesas e as Guerras Napoleônicas.) Em segredo, a Prússia reconheceu o controle francês da margem oeste do Reno enquanto aguardava uma cessão pela Dieta Imperial. A França devolveu todas as terras a leste do Reno capturadas durante a guerra. Na noite de 6 de abril, o documento foi assinado pelos representantes da França e da Prússia: François de Barthélemy e Karl August von Hardenberg. Eles não estavam frente a frente, cada um estava em sua própria acomodação em Rosshof ou no Markgräflerhof, e os papéis eram passados por um mensageiro. O tratado que cedeu a margem esquerda do Reno estava em um artigo secreto, juntamente com a promessa de indenizar a margem direita se a margem esquerda do Reno fosse coberta por uma paz geral final na França. Peter Ochs elaborou o tratado e serviu como mediador para uma parte significativa dessas demonstrações financeiras.
A Prússia manteve o acordo do Tratado de Basileia até 1806, quando se juntou à Quarta Coligação.
No segundo tratado, em 22 de julho, a Espanha cedeu os dois terços orientais da ilha de Hispaniola à França em troca de manter Gipuzkoa. Os franceses também vieram à noite assinar o tratado de paz entre França e Espanha, no qual a Espanha foi representada por Domingo d'Yriarte, que assinou o tratado na mansão de Ochs, o Holsteinerhof.
Esses tratados com a Prússia e a Espanha tiveram o efeito de romper a aliança entre os dois principais opositores da Primeira Coligação da República Francesa.
Em 28 de agosto de 1795, o terceiro tratado foi concluído, uma paz entre a França e o Landgraviato de Hesse-Kassel, assinado por Friedrich Sigismund Waitz von Eschen.
Houve também um acordo para trocar as tropas austríacas que haviam sido capturadas na Bélgica.